# Hyperlaxité
 Mise en garde médicale
L'hyperlaxité (du latin laxitas : relâchement) ou hyperlaxie, est l’élasticité excessive de certains tissus comme les  muscles, ou les tissus conjonctifs de la peau ou des articulations : tendons et ligaments. Les tissus les plus souvent affectés sont les ligaments.
L'hyperlaxité peut avoir des causes héréditaires (le syndrome d'Ehlers-Danlos crée ainsi une hyperlaxité cutanée et articulaire, de même que le syndrome de Marfan) ou accidentelles (comme une entorse). L’hyperlaxité peut occasionner des douleurs et dans le cas de l'hyperlaxité des articulations, favoriser les luxations, les tendinites, et d'autres troubles des articulations.
L'hyperlaxité ligamentaire s'observe aussi fréquemment dans le syndrome de Down (ou trisomie 21) où elle s'associe à une hypotonie musculaire. Elle est présente surtout dans les cervicales et provoque dans 85 % des cas, des cervicalgies voire des entorses. C'est la raison pour laquelle les individus atteints du syndrome de Down ont souvent un collier de Thomas (une sorte de minerve souple pour maintenir les cervicales et éviter les algies).
Certains individus atteints d'hyperlaxité ont une souplesse anormalement développée et peuvent réaliser des contorsions impossibles pour des sujets normaux.
En 1993, une recherche a été poursuivie en Espagne pour établir une relation entre l’hyperlaxité et les troubles anxieux. Les résultats ont démontré que 70 % des personnes atteintes d’hyperlaxité possédaient également un trouble anxieux quelconque, tandis que seulement 10 % du groupe contrôle semblait montrer des symptômes de troubles anxieux. Cette recherche a été reprise récemment et les résultats n’ont pas beaucoup changé.

## Cas notoires
Artistes
- Javier Botet
- Niccolò Paganini
- Pierre Richard